# Cathédrale de l'Assomption de Sosnowiec
Cette  cathédrale n’est pas la seule cathédrale de l'Assomption.
La cathédrale de l'Assomption de Sosnowiec a été construite en 1899, sur un plan en croix latine. Elle est devenue la cathédrale du diocèse de Sosnowiec, le 25 mars 1992.

## Galerie

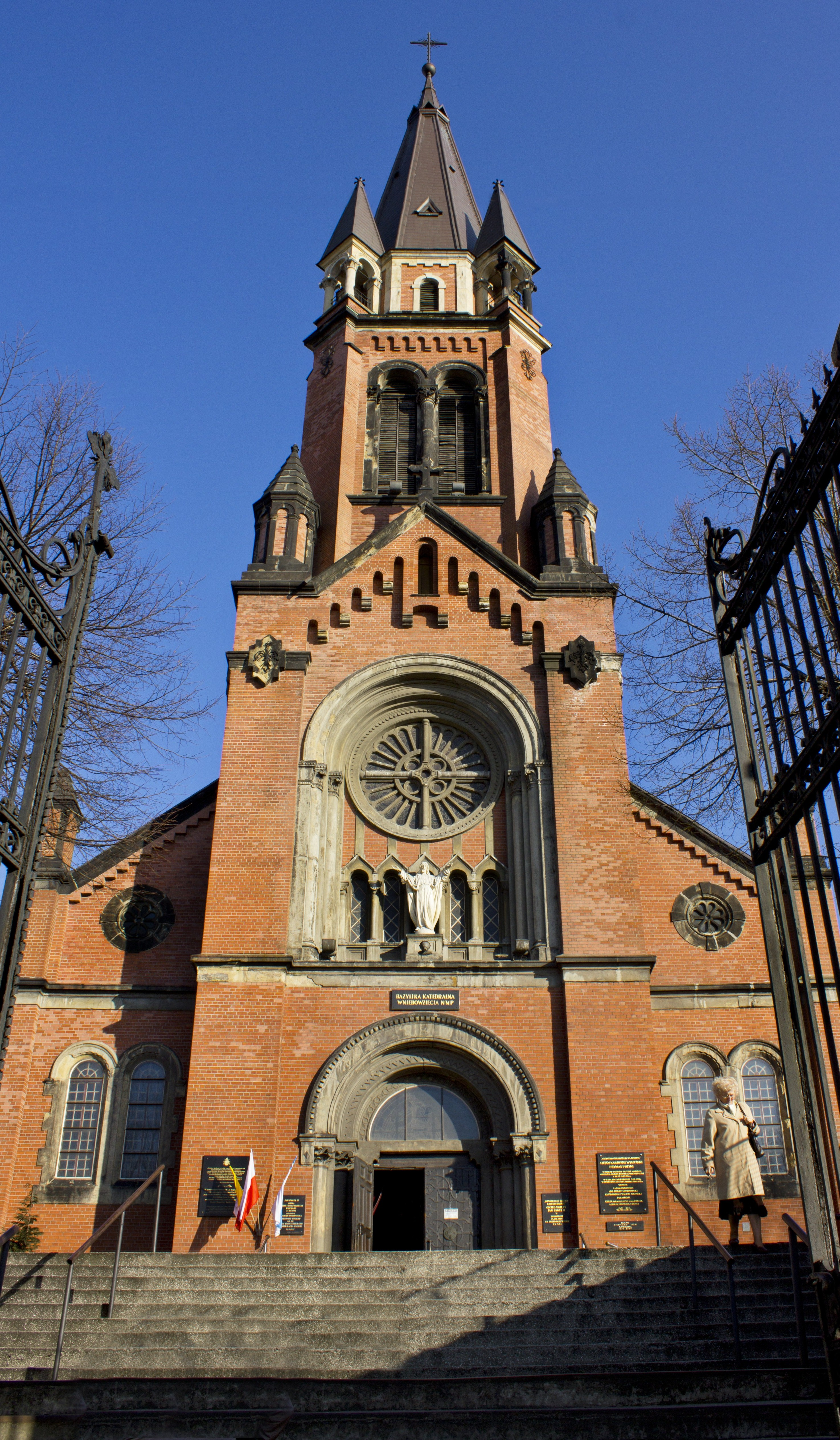
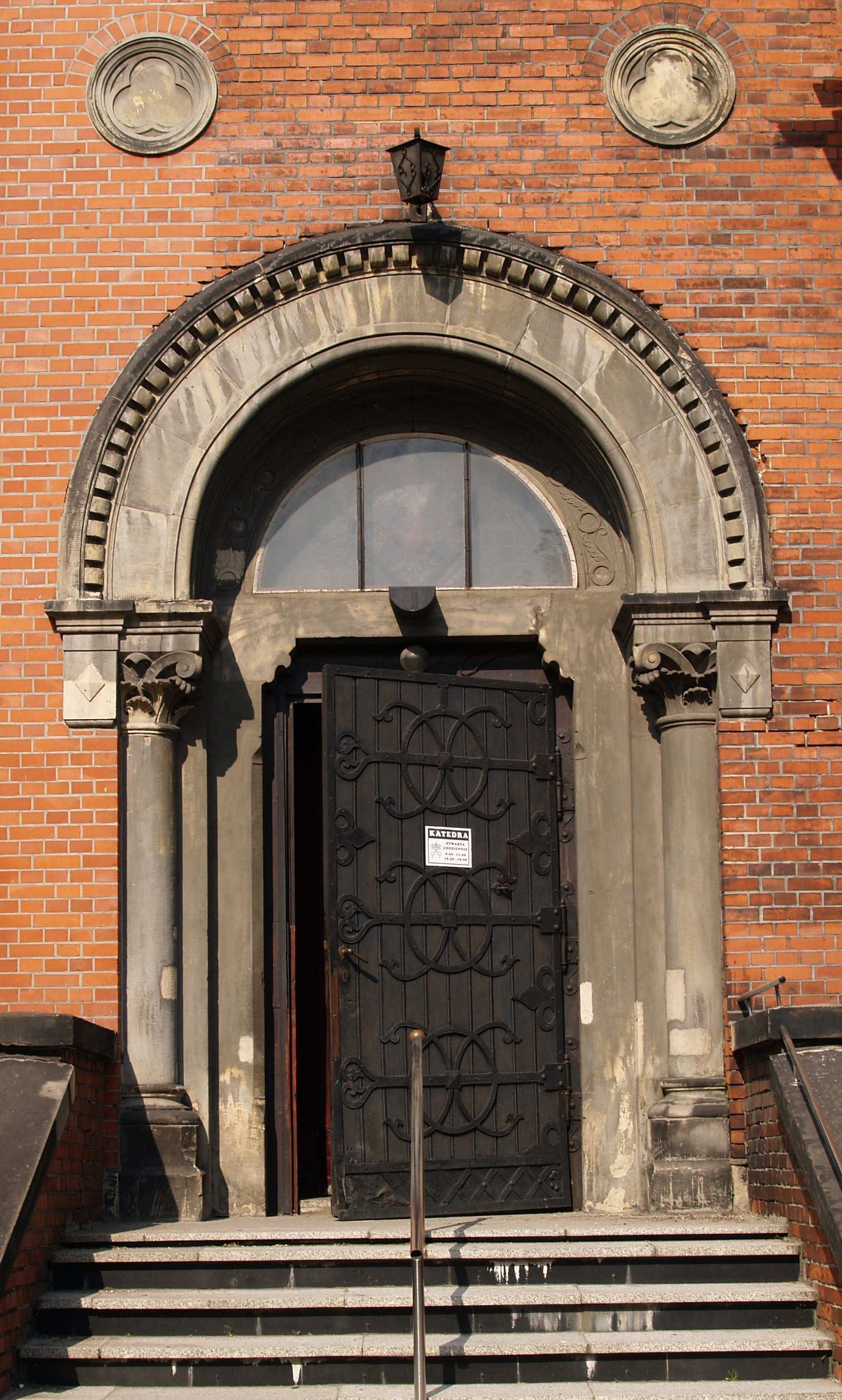
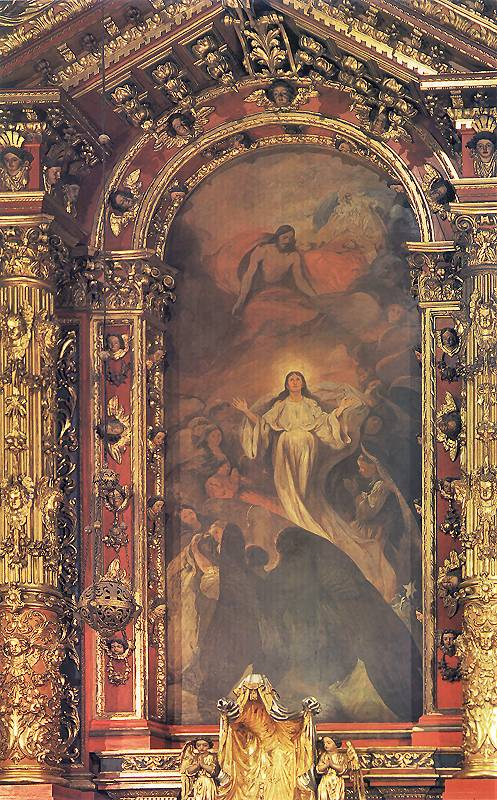
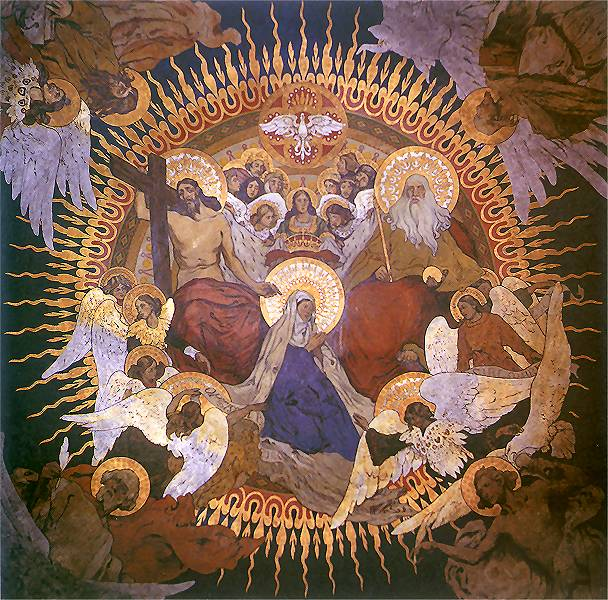
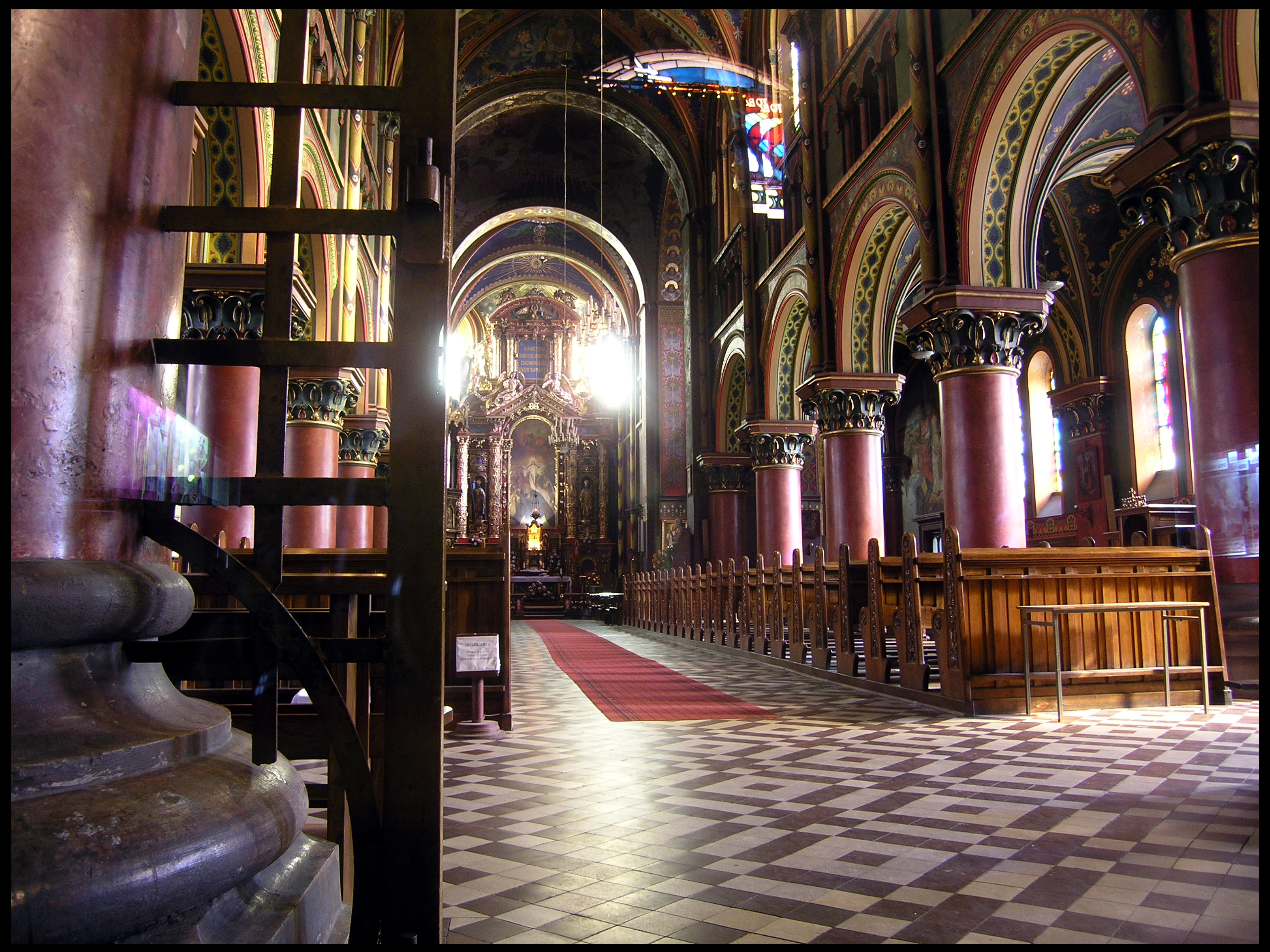